# Ернест Теодор Брайтер
Ернест Теодор Брайтер (пол. Ernest Teodor Breiter; 22 жовтня 1865, с. Давидів (нині Пустомитівський район) або Львів — листопад 1935, Відень) — польський, український публіцист і політик у Галичині, діяч ЗУНР. Етнічний єврей. Незалежний соціаліст, посол до австрійського парламенту (Райхсрату) від Львова у 1900–1904 роках.

## Життєпис
Народився 22 жовтня 1865 року. За одними даними, в с. Давидів, Австрійська імперія, нині Пустомитівський район, Львівська область, Україна (за іншими у Львові). Син Вацлава Брайтера — підприємця, бізнес якого був пов'язаний із залізничним транспортом. 
Закінчив ґімназію у Львові. Мав філософсько-історичні студії в університетах Львова, Кракова, Відня та ін. В 1889 році у краківському «Пшеґльонджі Повшехнім» було надруковано його історичний нарис «Бартош із Віссембурґа», потім видав брошуру про Владислава Опольчика. Мав наміри працювати вчителем, але через певні труднощі зацікавився політикою. Видав кілька політичних брошур, заснував у 1895 році у Львові тижневик «Монітор», в якому виступав на захист покривджених, був цензором суспільної моралі, викривав зловживання владців, приватних осіб. Завдяки критиці впливу високопоставлених світських та духовних осіб отримав значну популярність серед частини львів'ян, львівських передміщан, став послом райхсрату. Мав гострі конфлікти з провідником польських соціялістів Іґнацієм Дашиньським.
Був вивезений у 1915 році російськими окупантами до Києва за проавстрійську позицію. Тут розвинув діяльність щодо долі полонених вояків армії Австро-Угорщини, також вихідців з Галичини.
1918 року — делегат Української Національної Ради й уряду ЗУНР (з яким перебував у Тернополі). Єдиний польський політик, що став на платформу української державності.
Переслідуваний польською владою за свої переконання, змушений емігрувати з Польщі до Австрії (разом з іншими членами уряду ЗУНР — до Відня). Після ліквідації представництва ЗУНР
працював торгівцем у Відні. Помер в скрутному фінансовому становищі. 
Перебував у селі Ляцькому Видавець львівського «Монітора» (1914–1918 роки).